# ترموآکوستیک
ترموآکوستیک (به انگلیسی:Thermoacoustics) برهمکنش بین تغییرات دما، چگالی و فشار امواج صوتی یا آکوستیک است. موتورهای حرارتی ترموآکوستیک را می‌توان به راحتی و با استفاده از انرژی خورشیدی یا گرمای زاید به حرکت درآورد و با استفاده از کنترل تناسبی کنترل کرد. موتورهای حرارتی ترموآکوستیک می‌توانند از گرمای موجود در دماهای پایین استفاده کنند و برای بازیابی گرما و کاربردهای نیازمند انرژی کم ایدئال هستند. اجزای موجود در موتورهای ترموآکوستیک معمولاً در مقایسه با موتورهای معمولی بسیار ساده‌تر هستند. این نوع از دستگاه‌ها به راحتی قابل کنترل و نگهداری هستند.
هنگامی که تیوب‌های شیشه ای نیمه مذاب به ظروف شیشه ای متصل می‌شوند، می‌توان اثرات ترموآکوستیک را مشاهده کرد. گاهی خود به خود صدایی بلند و یکنواخت تولید می‌شود. همچنین اگر یک طرف لوله فولادی ضدزنگ را در دمای اتاق قرار داد (دمای ۲۹۳ درجه کلوین) و طرف دیگر در تماس با هلیوم مایع در ۴٫۲ درجه کلوین باشد نیز می‌توان این اثر را مشاهده کرد. در این حالت نوسانات خود به خودی مشاهده می‌شود که به آن «نوسانات تاکونیس» می‌گویند. پایه ریاضیاتی ترموآکوستیک توسط نیکولاس روت بنیان‌گذاری شد و بعدها، این رشته از کارهای جان ویتلی، سویفت و همکارانش الهام گرفت. دستگاه‌های ترموآکوستیک از نظر فناوری دارای این مزیت هستند که قطعات متحرک ندارند و این ویژگی آنها را برای کاربردهایی که قابلیت اطمینان از اهمیت کلیدی برخوردار است، جذاب می‌کند.